# Rouergue

Herb Rouergue

Rouergue – kraina historyczna w południowej Francji, zajmująca obszar zbliżony do współczesnego departamentu Aveyron w regionie Midi-Pireneje, położona w południowej części Masywu Centralnego. Głównymi miastami Rouergue są Rodez (historyczna stolica) oraz Millau.
Od 1271 roku obszar znajdował się pod panowaniem francuskiej korony. W 1360 roku na mocy traktatu w Brétigny przeszedł we władanie Królestwa Anglii, a w 1368 roku ponownie znalazł się w rękach francuskich. Z czasem Rouergue stało się posiadłością Burbonów, do domeny królewskiej powrócił ostatecznie w 1607 roku.
W Rouergue na dużą skalę hodowane są owce, z obszaru tego pochodzi ser roquefort.